# Амонеміпет
Амонеміпет (дав. єгипетськ. Jmn-m-jp.t — «Амон з Карнаку») — бог в давньоєгипетській міфології, якому з XVIII династії поклонялися як Мін-Камутефу і Амон-Міну.

## Зображення та функції божества
Амонеміпета зображували таким, що сидить на троні. Одяг щільно обгортав його тіло. Було видно тільки голову божества. На початку кожної декади його статую перевозили з храму в Луксорі до храму в Медінет Абу. Потім йому здійснювали підношення у вигляді рослинної їжі «джем», спочатку лотос, потім папірус, які символізували Верхній і Нижній Єгипет.
Титул Амонеміпета «син Камутефа» говорить про те, що це божество захищало божественні поля й сприяло зростанню сільськогосподарських культур. Присутність цього бога гарантувала родючість єгипетських земель. Він виконував роль свого роду помічника в сільському господарстві. Від початку XXI династії його зображували у священному човні Амонеміпета, який перепливав зі східної на західну сторону Нілу.